# Primitives de fonctions irrationnelles
Cet article dresse une liste non exhaustive de primitives de fonctions irrationnelles.
On suppose {\displaystyle a\neq 0}.
{\displaystyle \int (ax+b)^{\alpha }\,\mathrm {d} x={\frac {1}{(\alpha +1)a}}(ax+b)^{\alpha +1}+C} ({\displaystyle \alpha \neq -1})
{\displaystyle \int {\frac {1}{\sqrt {ax^{2}+bx+c}}}\,\mathrm {d} x}{\displaystyle ={\begin{cases}{\frac {1}{\sqrt {a}}}\operatorname {arsinh} {\frac {2ax+b}{\sqrt {-(b^{2}-4ac)}}}+C&{\text{si }}b^{2}-4ac<0{\text{ et }}a>0\\{\frac {1}{\sqrt {a}}}\ln |2ax+b|+C&{\text{si }}b^{2}-4ac=0{\text{ et }}a>0\\-{\frac {1}{\sqrt {-a}}}\operatorname {arcsin} {\frac {2ax+b}{\sqrt {b^{2}-4ac}}}+C&{\text{si }}b^{2}-4ac>0{\text{ et }}a<0\\\end{cases}}}
{\displaystyle \int {\sqrt {ax^{2}+bx+c}}\,\mathrm {d} x={\frac {2ax+b}{4a}}{\sqrt {ax^{2}+bx+c}}-{\frac {b^{2}-4ac}{8a}}\int {\frac {1}{\sqrt {ax^{2}+bx+c}}}\,\mathrm {d} x}
{\displaystyle \int {\frac {x}{\sqrt {ax^{2}+bx+c}}}\,\mathrm {d} x={\frac {\sqrt {ax^{2}+bx+c}}{a}}-{\frac {b}{2a}}\int {\frac {1}{\sqrt {ax^{2}+bx+c}}}\,\mathrm {d} x}

On suppose {\displaystyle a>0}
{\displaystyle \int {\frac {1}{\sqrt {a^{2}-x^{2}}}}\,\mathrm {d} x=\operatorname {arcsin} {\frac {x}{a}}+C}
{\displaystyle \int {\frac {1}{\sqrt {a^{2}+x^{2}}}}\,\mathrm {d} x=\operatorname {arsinh} {\frac {x}{a}}+C}
{\displaystyle \int {\frac {1}{\sqrt {x^{2}-a^{2}}}}\,\mathrm {d} x=\operatorname {arcosh} {\frac {x}{a}}+C}
{\displaystyle \int {\sqrt {a^{2}-x^{2}}}\,\mathrm {d} x={\frac {x}{2}}{\sqrt {a^{2}-x^{2}}}+{\frac {a^{2}}{2}}\operatorname {arcsin} {\frac {x}{a}}+C}
{\displaystyle \int {\sqrt {a^{2}+x^{2}}}\,\mathrm {d} x={\frac {x}{2}}{\sqrt {a^{2}+x^{2}}}+{\frac {a^{2}}{2}}\operatorname {arsinh} {\frac {x}{a}}+C}
{\displaystyle \int {\sqrt {x^{2}-a^{2}}}\,\mathrm {d} x={\frac {x}{2}}{\sqrt {x^{2}-a^{2}}}-{\frac {a^{2}}{2}}\operatorname {arcosh} {\frac {x}{a}}+C}
{\displaystyle \int x{\sqrt {a^{2}+x^{2}}}\,\mathrm {d} x={\frac {1}{3}}{\sqrt {(a^{2}+x^{2})^{3}}}+C}
{\displaystyle \int x{\sqrt {a^{2}-x^{2}}}\,\mathrm {d} x=-{\frac {1}{3}}{\sqrt {(a^{2}-x^{2})^{3}}}+C}
{\displaystyle \int x{\sqrt {x^{2}-a^{2}}}\,\mathrm {d} x={\frac {1}{3}}{\sqrt {(x^{2}-a^{2})^{3}}}+C}
{\displaystyle \int {\frac {1}{x}}{\sqrt {a^{2}+x^{2}}}\,\mathrm {d} x={\sqrt {a^{2}+x^{2}}}-a\ln \left|{\frac {1}{x}}\left(a+{\sqrt {a^{2}+x^{2}}}\right)\right|+C}
{\displaystyle \int {\frac {1}{x}}{\sqrt {a^{2}-x^{2}}}\,\mathrm {d} x={\sqrt {a^{2}-x^{2}}}-a\ln \left|{\frac {1}{x}}\left(a+{\sqrt {a^{2}-x^{2}}}\right)\right|+C}
{\displaystyle \int {\frac {1}{x}}{\sqrt {x^{2}-a^{2}}}\,\mathrm {d} x={\sqrt {x^{2}-a^{2}}}-a\operatorname {arccos} {\frac {a}{x}}+C}
{\displaystyle \int {\frac {x}{\sqrt {a^{2}-x^{2}}}}\,\mathrm {d} x=-{\sqrt {a^{2}-x^{2}}}+C}
{\displaystyle \int {\frac {x}{\sqrt {a^{2}+x^{2}}}}\,\mathrm {d} x={\sqrt {a^{2}+x^{2}}}+C}
{\displaystyle \int {\frac {x}{\sqrt {x^{2}-a^{2}}}}\,\mathrm {d} x={\sqrt {x^{2}-a^{2}}}+C}
{\displaystyle \int {\frac {x^{2}}{\sqrt {a^{2}-x^{2}}}}\,\mathrm {d} x=-{\frac {x}{2}}{\sqrt {a^{2}-x^{2}}}+{\frac {a^{2}}{2}}\operatorname {arcsin} {\frac {x}{a}}+C}
{\displaystyle \int {\frac {x^{2}}{\sqrt {a^{2}+x^{2}}}}\,\mathrm {d} x={\frac {x}{2}}{\sqrt {a^{2}+x^{2}}}-{\frac {a^{2}}{2}}\operatorname {arsinh} {\frac {x}{a}}+C}
{\displaystyle \int {\frac {x^{2}}{\sqrt {x^{2}-a^{2}}}}\,\mathrm {d} x={\frac {x}{2}}{\sqrt {x^{2}-a^{2}}}+{\frac {a^{2}}{2}}\operatorname {arcosh} {\frac {x}{a}}+C}